# (34115) 2000 PV26
2000 PV26 (asteroide 34115) é um asteroide da cintura principal. Possui uma excentricidade de 0.17924930 e uma inclinação de 11.39643º.
Este asteroide foi descoberto no dia 5 de agosto de 2000 por NEAT em Haleakala.